# Estadio Nuevo Los Cármenes
Estadio Nuevo Los Cármenes – stadion piłkarski w miejscowości Grenadzie w Hiszpanii.
Został otwarty 16 maja 1995 roku. W meczu inauguracyjnym Real Madryt zwyciężył 1:0 Bayer 04 Leverkusen. Aby uregulować długi stary stadion w Grenadzie Estadio Los Cármenes został sprzedany na koniec XX wieku i na jego miejscu powstała nowa dzielnica mieszkalna. Mimo innej lokalizacji od poprzednika, stadion odziedziczył po nim nazwę „Los Cármenes”, nawiązującą do lokalnej architektury – carmen to nazwa typowego miejscowego domu z ogrodem. Pojemność stadionu to 22 524 miejsca. Obecnie spełnia wszystkie kryteria UEFA do rozgrywania najważniejszych spotkań piłkarskich. Na stadionie swoje mecze domowe rozgrywa miejscowy klub Granada CF.
Na stadionie również swoje mecze rozgrywa reprezentacja Hiszpanii oraz inne reprezentacje narodowe i kluby grające w europejskich pucharach.